# ACUCOBOL
ACUCOBOL ist ein Dialekt der Programmiersprache COBOL. Die vollständige Bezeichnung lautet ACUCOBOL-GT. Weltweit gibt es laut Angabe des Herstellers etwa 1.000.000 Endbenutzer von ACUCOBOL Software.

## Geschichte
Die Firma Acucorp wurde im Jahr 1988 in den USA gegründet. Schon damals wurde der erste Compiler mit den Worten „The Most Portable COBOL in the Universe.“ (Das portabelste COBOL im Universum.) der Öffentlichkeit in San Francisco auf einer UNIX-Veranstaltung vorgestellt.
Am 4. Mai 2007 hat die Firma Micro Focus einer Übernahme von Acucorp zugestimmt und kauft Acucorp für 40,7 Millionen USD.
Der Hersteller ist ständig mit der Weiterentwicklung beschäftigt. Zurzeit liegt die hauptsächliche Arbeit der Entwickler jedoch in der Verschmelzung von ACUCOBOL-GT und Micro Focus COBOL.
Mit Version 8 wird eine lückenlose Einbindung von ACUCOBOL-GT in Java inklusive der Verwendung von Java-GUIs ermöglicht. Außerdem wurde das Runtime-System für Windows x64 portiert und die Datenzugriffe auf Microsoft SQL-Datenbanken direkt realisiert.

## Besonderheiten gegenüber COBOL und anderen Dialekten
ACUCOBOL wurde entwickelt, um COBOL plattformunabhängig zu machen. Dabei wurde eine Vorgehensweise gewählt, wie sie heute auch von Java genutzt wird:
Ein Compiler übersetzt den plattformunabhängigen Quellcode in einen speziellen Binärcode, der von einer Runtime auf der Zielplattform ausgeführt werden kann. Somit muss für jede Zielplattform nur eine Runtime erstellt werden, die den Binärcode ausführt und der Quellcode muss nicht auf die Plattform angepasst werden.
Da die Zielplattformen extreme Unterschiede aufweisen, muss zwar der Binärcode teilweise an die Zielplattform angepasst werden, dies ist aber über Compileroptionen problemlos möglich, am Quellcode muss nichts geändert werden.
Acucorp entwickelt ständig neue Ideen, um neue Technologien mit COBOL zu vereinen. Es ist zum Beispiel möglich, ActiveX-Steuerelemente in grafischen Benutzeroberflächen zu nutzen oder XML-Dateien als Datenquellen zu verwenden. Auch ODBC- oder JDBC-Schnittstellen sind verfügbar.

## Editoren
Der Dialekt ACUCOBOL-GT kann mit eigentlich jedem Texteditor geschrieben werden. Die Übergabe an den Compiler kann manuell per Kommandozeile erfolgen. Acucorp führt selbst eine eigene IDE mit Namen AcuBench.
Der Hersteller führt ebenso ein Plugin für Eclipse, das allerdings nicht so ausgereift ist wie Eclipse-Plugins für andere Sprachen.

## ACUCOBOL-GT-Compiler
Der Compiler wird von der Firma Acucorp entwickelt, gepflegt und auch auf noch nicht unterstützte Plattformen portiert.
Das Entwickeln und Kompilieren ist aufgrund der Verwendung eines transportablen Binärcodes nicht auf die Zielplattform beschränkt. Ein Projekt kann unter Windows entwickelt und getestet werden, dann mit den für die Plattform nötigen Compileroptionen versehen für die Zielplattform kompiliert und auf die Zielplattform kopiert werden.